# Elkana
Elkana o Elqana  (en hebreo: אלקנה‎) es un asentamiento israelí y un concejo local en el oeste de la región de Samaria de Cisjordania. Fue fundado en 1977 por un grupo perteneciente al movimiento Gush Emunim de colonos religiosos y no-religiosos judíos. Para 2002, el asentamiento tenía unas 4.000 personas u 800 familias. Elkana está situado al este de la Línea Verde y de la ciudad de Rosh HaAyin.
Elkanah fue establecido como uno de los primeros asentamientos después de que 64 miembros de la Knéset firmaran un proyecto que autorizaba la construcción en esas tierras del país. Entre las primeras familias en trasladarse al asentamiento estaba la familia del luego conocido Ramatcal Shaul Mofaz. La ciudad es llamada de esta manera por Elkanah (esposo de Hannah) y padre de Samuel.